# Ronald Ede
Ronald Ede   (Shoreham-by-Sea, 7 de juliol de 1925) va ser un atleta anglès, especialista en els 400 metres i 400 metres tanques, que va competir durant la dècada de 1940.
En el seu palmarès destaca una medalla de plata en els 4x400 metres relleus al Campionat d'Europa d'atletisme d'Oslo de 1946. Formà equip amb Bernard Elliot, Derek Pugh i Bill Roberts. El 1946 fou campió britànic (AAA) dels 440 iardes tanques.

## Millors marques
- 400 metres tanques. 54,9" (1947)[1]